# Pedersenia
Pedersenia es un género de plantas fanerógamas  pertenecientes a la familia Amaranthaceae. Comprende 8 especies descritas y de estas solo 2 aceptadas.

## Taxonomía
El género fue descrito por Josef Ludwig Holub y publicado en Preslia 70(2): 181. 1998.

## Especies
- Pedersenia cardenasii (Standl.) Holub
- Pedersenia hassleriana (Chodat) Pedersen